# 矢野妃菜喜
矢野 妃菜喜（やの ひなき、1997年3月5日 - ）は、日本の声優、歌手、女優。バンド・ユニット『DUSTY FRUITS CLUB』のメンバー。アイドルユニット『piecees』、『momonaki』、アイドルグループ『私立恵比寿中学』、音楽ユニット『うたたねこ歌劇団』の元メンバー。
兵庫県出身。ソニー・ミュージックアーティスツ所属。
代表作は『ラブライブ!虹ヶ咲学園スクールアイドル同好会』（高咲侑）、『ワンダーエッグ・プライオリティ』（沢木桃恵）、『SELECTION PROJECT』（美山鈴音）、『ウマ娘 プリティーダービー』（キタサンブラック）など。

## 略歴
芸能界に入るきっかけは母がキッズモデル的なオーディションに応募したこと。小学1年生から芸能活動を始める。その頃から子供っぽくない子供であり、2022年時点でも「落ち着いてる」と言われるが、小さい頃から大人と仕事をしてきたことから俯瞰で見ているようなところがあったかもしれないといい、「肝が据わってる」のようなことを言われるとのこと。最初に子役モデルとして活動し、雑誌のモデルやマクドナルドのCMに出演したこともあった。そのため、「気づいたら始まっていた！」という感じがあったという。
かつてはスターダストプロモーションに所属し、2008年に『piecees』、2009年から『momonaki』として活動後、2010年2月14日に、アイドルグループ『私立恵比寿中学』のメンバーとして加入。2011年4月17日、私立恵比寿中学を転校（脱退）。
2013年、WARAHATAに移籍し、映画『INORIGAMI』『ブラックリスター ゼロ』で主演を務める。
その後、ソニーミュージックアーティスツに移籍。月影妃菜喜として、陽光真理愛とのユニット「うたたねこ歌劇団」の活動を開始。2014年4月3日、OVA『12歳。』の主題歌「恋の12歳」を担当。同年5月13日、新曲「パンパカパン」のミュージックビデオが公開された。この頃とあるマネージャーに見つけてもらい、声優に転向する。この時は職業としての声優を意識したことがなく、声だけの芝居は普通の芝居とは違って全然できず、驚いたり、悔しい気持ちがあったが、だからこそやりたい気持ちに繋がってすごくいいきっかけだったという。
2016年、アニメコラボカフェ『SHIROBACO』のキャストとして活動開始。2018年10月20日、『SHIROBACO』を卒業。
2017年、多田三洋と共に、バンド・ユニット『DUSTY FRUITS CLUB』のボーカリストとして活動開始。
2020年、虹ヶ咲学園スクールアイドル同好会に加入。
2022年、第16回声優アワードにて新人女優賞を受賞。
2024年8月2日には「ホログラムの天使」「Follow me!」「ポヤポノポ!」など、これまでに矢野妃菜喜名義で発売したシングル・EP全曲を各種音楽配信サービスで配信解禁した。

## 人物
趣味はゲーム、アニメ鑑賞、美少女の写真集め。特技はダンス。
芸能活動の中でも好きだったものについては、ミュージカルを習っていたため歌が好きだったという。
声優に転向後は、作品は決まらずワークショップに通っていたが、2年ほど経った後に、初めて『キャノン・バスターズ』のオーディションに受かり、その時は嬉しかったという。アニメに熱中したきっかけが『ソードアート・オンライン』だったため、同作品に出演していた松岡禎丞と共演することになり、当時は緊張していたが、ワークショップの講師から「うまくなったね」と言われたため、「この作品で経験を積めたのかな」と語っている。また、「とりあえず、やってみてダメだったらまた考えよう」と思うほうだったため、オーディションを受けられなかった時期もあったが「途中でやめるのもなあ……」とモヤモヤして、途切れず続けてきたという。

## 出演
太字はメインキャラクター。

### テレビアニメ
2019年
- エガオノダイカ（エマ）
- キャノン・バスターズ（S.A.M）

2020年
- ラブライブ!虹ヶ咲学園スクールアイドル同好会（2020年 - 2022年、高咲侑） - 2シリーズ

2021年
- ウマ娘 プリティーダービー（2021年 - 2023年、キタサンブラック） - 2シリーズ
- ワンダーエッグ・プライオリティ（沢木桃恵）
- SELECTION PROJECT（美山鈴音）
- ワッチャプリマジ!（2021年 - 2022年、たわし@自由人）
- 吉田勝子のヤバイわ!SDGs 〜荒ぶる!トラブル!サステナブル!〜（一の谷）

2022年
- ぼっち・ざ・ろっく!（喜多の友人、妄想の元同級生）

2023年
- にじよん あにめーしょん（2023年 - 2024年、高咲侑） - 2シリーズ
- テクノロイド オーバーマインド（ナギ、女性ファン）
- 絆のアリル（ハル）

2024年
- 変人のサラダボウル（サラ・ダ・オディン）
- この世界は不完全すぎる（ニコラ、テスラ）
- 逃げ上手の若君（雫）

2025年
- クラスの大嫌いな女子と結婚することになった。（桜森朱音）
- Sランクモンスターの《ベヒーモス》だけど、猫と間違われてエルフ娘の騎士として暮らしてます（アリア）
- ニートくノ一となぜか同棲はじめました（出浦白津莉）
- 黒岩メダカに私の可愛いが通じない（難波朋）
- 片田舎のおっさん、剣聖になる（フィッセル・ハーベラー）
- スライム倒して300年、知らないうちにレベルMAXになってました ～そのに～（ムーム・ムーム）
- 渡くんの××が崩壊寸前（渡鈴白、スケキヨ、幼い鈴白）
- その着せ替え人形は恋をする Season 2（鴻上麗）

### 劇場アニメ
- 映画 ラブライブ!虹ヶ咲学園スクールアイドル同好会 完結編（2024年 - 2025年、高咲侑[38][39]） - 全3章[一覧 4]

### OVA
- ラブライブ!虹ヶ咲学園スクールアイドル同好会 NEXT SKY（2023年、高咲侑[40]）

### Webアニメ
- ゲーム『ウマ娘 プリティーダービー』1st Anniversary Special Animation（2022年、キタサンブラック[41]）

### ゲーム
2010年代
- ゴシックは魔法乙女（2017年、ティートリー）
- ロボットガールズZ ONLINE（2017年、ギンガちゃん / ギンガイザー）
- 温泉むすめ ゆのはなこれくしょん（2018年、平戸基恵）
- ファントム オブ キル（2018年、モラルタ）

2020年
- 東方キャノンボール（ルナサ・プリズムリバー）
- BATON=RELAY（日向葉澄）

2021年
- モンスターストライク（2021年 - 2025年、えまり、フレアミス、イドーラ、ヤバい女子高生たち、〈三島晴子〉）
- バディミッション BOND（少女）
- ウマ娘 プリティーダービー（2021年 - 2024年、キタサンブラック）
- パズルガールズ（ヘレナ）
- Shadowverse（天威のドラグーン、水流の槍使い、炸裂の魔女）
- グランサガ（メイリーン、レヴィナ）

2022年
- アリスフィクション（アンデルセン）
- アサルトリリィ Last Bullet（月岡椛）
- ドルフィンウェーブ（2022年 - 2024年、咲宮入華）

2023年
- ラブライブ! スクールアイドルフェスティバル2 MIRACLE LIVE!（高咲侑）
- 東方幻想エクリプス（本居小鈴）

2024年
- ウマ娘 プリティーダービー 熱血ハチャメチャ大感謝祭!（キタサンブラック）
- 逆転オセロニア（スクルド）
- カイジ外伝：激熱の街（夏樹優愛）
- 白猫プロジェクト NEW WORLD'S（レスカ）

2025年
- 幻想牢獄のカレイドスコープ2（紅葉寺紫）
- モンソニ！（三島晴子）
- ブルーアーカイブ -Blue Archive-（連河チェリノ〈2代目〉）

### ボイスドラマ
- ブサ猫に変えられた気弱令嬢ですが、最恐の軍人公爵に拾われて気絶寸前です（2023年、エミリア） - アニメイトもしくはAmazonのコミックス購入特典[63]
- 性悪天才幼馴染との勝負に負けて初体験を全部奪われる話（2023年、梅園小牧[64]）

#### ASMR
- かじょサポ ～チア部所属のJK彼女が、疲れた社会人の俺を元気にしてくれる～（2022年、熊谷日葵）
- 愛板ちゃんはおっきくなりたい（2022年、愛板ちゃん）
- やおよろ温泉郷～黒猫神みやこの真面目だけどどうしてもごろごろ甘えたい大大大好きご奉仕〜（2023年、黒猫神みやこ）

### 吹き替え

#### ドラマ
- 世にもおぞましい物語（2018年、インディゴ）

### 舞台
- リーディング・ミュージカル「やさしいライオン」（2008年3月15日・16日、セシオン杉並ホール）[65] - 語り手12 役
- ミュージカル「タイラー×2」（2017年2月22日 - 26日） - ルゴシ 役[2]
- ミュージカル「遥かなるミドルガルズ」（2017年5月30日 - 6月4日） - 虎島結衣 役[2]
- ハイスペックストラックス公演「BOX-SING 〜3ROUND〜」（2017年10月25日 - 29日） - 藤宮カレン 役[2]
- カナダ建国150周年記念コンサート 音楽劇「赤毛のアン」（2017年11月17日 - 19日、東京国際フォーラムホールC） - 少女プリシー 役[2]
- ひぐらしのなく頃に〜流・明〜（2019年7月24日 - 28日、ラゾーナ川崎プラザソル） - 古手梨花 役（明）[66]
- アサルトリリィ - 月岡椛 役[67]
  - 舞台「アサルトリリィ・御台場女学校」-The Empathy Phenomenon-（2022年2月17日 - 28日、紀伊國屋サザンシアター TAKASHIMAYA）
  - 舞台「アサルトリリィ・御台場女学校」-The Snowdrop-（2024年8月1日 - 11日、紀伊國屋サザンシアター TAKASHIMAYA）[68]
  - 舞台「アサルトリリィ」-眞說・御台場迎撃戦-（2025年9月20日 - 25日、シアター1010）[69]

### 映画
- 華鬼×神無編（2009年） - 朝霧神無（幼少期） 役
- INORIGAMI（2013年） - 主演・雨夢 役[8]
- ブラックリスター ゼロ（2013年） - 主演[8]

### CM
- 任天堂Wii「みんなの常識力テレビ」
- 友達の妹が俺にだけウザい（2019年、小日向彩羽）

### Webラジオ
- SMA VOICE RADIO RELAY「Girls side」 第1 - 3回（2020年7月20日 - 8月17日、SMA VOICE）[70]
- HINATUNE[注 3]（2020年9月16日 - 、SMA VOICE HINATOON）[71]
- TVアニメ『ラブライブ！虹ヶ咲学園スクールアイドル同好会』RADIO アニガサキ！（2020年10月26日 - 、HiBiKi Radio Station）[72]
- 猫好き推奨ラジオ ねこまっしぐら！我ら猫党！ 第1・2回（2021年6月28日・11月22日、音泉）[73]
- セレプロ☆ラジオ〜Please listen to me!〜（2021年10月7日 - 12月30日、音泉）[74]
- ラジオ上手の若君（2024年7月3日 - 、音泉）[75]

### インターネット放送
- 矢野妃菜喜のGAME the HINALAND（2023年 - 、ニコニコチャンネル）[76]

### その他
- 十五少女（2021年、牛林ウタ[77]）
- 川崎競馬スパーキングトークLIVE（2022年 - 不定期出演、YouTube Live）
- ボイスコミック お前妹じゃなくて許嫁だったのかよ!?（2023年、椎名佳奈[78]）
- ハイレゾ × 歌詞朗読 うたをよむ。（mora、うたよみびと）[79]
  - 「ホンモノ - from うたをよむ。」（2024年12月23日）
  - 「六等星の夜 - from うたをよむ。」（2024年12月30日）

## ディスコグラフィ

### シングル
|     | 発売日        | タイトル                               | 規格品番   | オリコン 最高位 | 備考 |
| --- | ------------- | -------------------------------------- | ---------- | --------------- | --- |
| 1st | 2021年8月23日 | ホログラムの天使                       | SLRL-10073 | -               | ROCKET-EXPRESS限定販売                                                                                            |
| 2nd | 2022年3月5日  | Follow me!                             | SLRL-10085 | -               | ROCKET-EXPRESS限定販売                                                                                            |
| 3rd | 2024年3月2日  | ポヤポノポ!                            | SLRL-10127 | -               | ROCKET-EXPRESS限定販売                                                                                            |
| 4th | 2024年9月6日  | キミといた夏を                         | SLRL-10135 | 40位            | ROCKET EXPRESS、全国のアニメイトにて販売。                                                                        |
| 5th | 2025年2月14日 | ありがとうだよ                         | SLRL-10142 | 29位            | ROCKET EXPRESS、全国のアニメイトにて販売。 カップリング曲「辛苦or酔夢」には、声優の水野朔がデュエット歌唱で参加。 |
| 6th | 2025年6月25日 | 鏡YO鏡 feat.真山りか（私立恵比寿中学） | SLRL-10150 | 41位            | ROCKET EXPRESS、全国のアニメイトにて販売。                                                                        |

### EP
|     | 発売日         | タイトル   | 規格品番   | オリコン 最高位 | 備考                   |
| --- | -------------- | ---------- | ---------- | --------------- | ---------------------- |
| 1st | 2022年11月19日 | Tear drops | SLRL-10102 | -               | ROCKET-EXPRESS限定販売 |

### 映像作品
|     | 発売日        | タイトル                           | 規格品番   | 備考                   |
| --- | ------------- | ---------------------------------- | ---------- | ---------------------- |
| 1st | 2022年10月5日 | YANO HINAKI 1st LIVE〜Follow me!〜 | 2068210027 | ROCKET-EXPRESS限定販売 |

### うたたねこ歌劇団
- 恋の12歳（2014年）[9] - OVA『12歳。』主題歌
- パンパカパン（2014年）[9]

### DUSTY FRUITS CLUB

#### シングル
1. ROCKSTER（2017年） - Dusty Fruits Club feat. 矢野妃菜喜名義
2. Rumbling Rumbling（2018年） - Dusty Fruits Club feat. 矢野妃菜喜名義
3. 勇気のかけら（2020年）
4. Next Sunday（2021年）

#### アルバム
1. Girl Like You（2018年）[85]
2. Un Suono（2019年）
3. Seeds of sound（2021年）

### キャラクターソング
| 発売日   | 商品名                                                                                            | 歌 | 楽曲                                                       | 備考                                                                           |
| 2019年   | 2019年                                                                                            | 2019年 | 2019年                                                     | 2019年                                                                         |
| -------- | ------------------------------------------------------------------------------------------------- | --- | ---------------------------------------------------------- | ------------------------------------------------------------------------------ |
| 2月26日  | 多重協（狂）奏戯曲                                                                                | モラルタ（矢野妃菜喜、月城亜美、岩﨑千明）、ベガルタ（みすみ、広瀬ゆみ、山本衣織） | 「多重協（狂）奏戯曲」                                     | ゲーム『ファントム オブ キル』関連曲                                           |
| 2020年   |                                                                                                   | |                                                            |                                                                                |
| 6月17日  | Start me up/かけだしのモノローグ                                                                  | BATON=RELAY Project | 「Start me up」 「かけだしのモノローグ」                   | ゲーム『BATON=RELAY』関連曲                                                    |
| 6月17日  | Start me up/かけだしのモノローグ                                                                  | April4 | 「四月のDreams come true」                                 | ゲーム『BATON=RELAY』関連曲                                                    |
| 6月17日  | ミライ=バトン                                                                                     | BATON=RELAY Project | 「ミライ=バトン」                                          | ゲーム『BATON=RELAY』関連曲                                                    |
| 6月17日  | ミライ=バトン                                                                                     | April4 | 「MAJI de MAGIA」                                          | ゲーム『BATON=RELAY』関連曲                                                    |
| 2021年   |                                                                                                   | |                                                            |                                                                                |
| 3月10日  | 巣立ちの歌/Life is サイダー                                                                       | アネモネリア | 「巣立ちの歌」                                             | テレビアニメ『ワンダーエッグ・プライオリティ』オープニングテーマ               |
| 3月10日  | 巣立ちの歌/Life is サイダー                                                                       | アネモネリア | 「Life is サイダー」                                       | テレビアニメ『ワンダーエッグ・プライオリティ』エンディングテーマ               |
| 3月10日  | 巣立ちの歌/Life is サイダー                                                                       | アネモネリア | 「anemos」                                                 | テレビアニメ『ワンダーエッグ・プライオリティ』関連曲                           |
| 3月10日  | 巣立ちの歌/Life is サイダー                                                                       | 沢木桃恵（矢野妃菜喜） | 「巣立ちの歌」                                             | テレビアニメ『ワンダーエッグ・プライオリティ』関連曲                           |
| 3月31日  | ウマ娘 プリティーダービー ANIMATION DERBY Season 2 vol.3 Original Sound Track                     | スペシャルウィーク（和氣あず未）、サイレンススズカ（高野麻里佳）、トウカイテイオー（Machico）、ウオッカ（大橋彩香）、ダイワスカーレット（木村千咲）、ゴールドシップ（上田瞳）、メジロマックイーン（大西沙織）、シンボリルドルフ（田所あずさ）、ナイスネイチャ（前田佳織里）、ツインターボ（花井美春）、イクノディクタス（田澤茉純）、マチカネタンホイザ（遠野ひかる）、メジロパーマー（のぐちゆり）、ダイタクヘリオス（山根綺）、ミホノブルボン（長谷川育美）、ライスシャワー（石見舞菜香）、ビワハヤヒデ（近藤唯）、ナリタタイシン（渡部恵子）、ウイニングチケット （渡部優衣）、キタサンブラック（矢野妃菜喜）、サトノダイヤモンド（立花日菜）、マルゼンスキー（Lynn）、マヤノトップガン（星谷美緒）、ヒシアケボノ（松嵜麗）、エアグルーヴ（青木瑠璃子）、マチカネフクキタル（新田ひより）、メイショウドトウ（和多田美咲）、セイウンスカイ（鬼頭明里）、グラスワンダー（前田玲奈）、エルコンドルパサー（髙橋ミナミ）、サクラバクシンオー（三澤紗千香）、メジロライアン（土師亜文）、メジロドーベル（久保田ひかり）、ナリタブライアン（衣川里佳） | 「うまぴょい伝説 (TV Size)」                               | テレビアニメ『ウマ娘 プリティーダービー Season 2』エンディングテーマ           |
| 10月27日 | SELECTION PROJECT メインテーマCD                                                                  | 9-tie | 「Glorious Days」                                          | テレビアニメ『SELECTION PROJECT』オープニングテーマ                            |
| 10月27日 | SELECTION PROJECT メインテーマCD                                                                  | 9-tie | 「Only one yell」                                          | テレビアニメ『SELECTION PROJECT』エンディングテーマ                            |
| 10月27日 | SELECTION PROJECT メインテーマCD                                                                  | 9-tie | 「SELECTION HEROINE」                                      | テレビアニメ『SELECTION PROJECT』イメージソング                                |
| 12月22日 | SELECTION PROJECT ユニットソングCD                                                                | 9-tie | 「Naked Blue」 「いつか かなう 夢」                        | テレビアニメ『SELECTION PROJECT』挿入歌                                        |
| 12月22日 | SELECTION PROJECT ユニットソングCD                                                                | Suzu☆Rena | 「B.B」                                                    | テレビアニメ『SELECTION PROJECT』挿入歌                                        |
| 12月22日 | SELECTION PROJECT BD・DVD第1巻特典CD                                                              | Suzu☆Rena | 「Masquerade」                                             | テレビアニメ『SELECTION PROJECT』関連曲                                        |
| 12月22日 | SELECTION PROJECT BD・DVD第1巻特典CD                                                              | 美山鈴音（矢野妃菜喜） | 「Only one yell」                                          | テレビアニメ『SELECTION PROJECT』関連曲                                        |
| 2022年   |                                                                                                   | |                                                            |                                                                                |
| 3月16日  | ウマ娘 プリティーダービー WINNING LIVE 04                                                         | サトノダイヤモンド（立花日菜）、キタサンブラック（矢野妃菜喜） | 「Ambitious World」                                        | ゲーム『ウマ娘 プリティーダービー』関連曲                                      |
| 3月16日  | ウマ娘 プリティーダービー WINNING LIVE 04                                                         | マルゼンスキー（Lynn）、オグリキャップ（高柳知葉）、メジロマックイーン（大西沙織）、ナリタブライアン（衣川里佳）、シンボリルドルフ（田所あずさ）、タマモクロス（大空直美）、マンハッタンカフェ（小倉唯）、エイシンフラッシュ（藤野彩水）、スーパークリーク（優木かな）、ナイスネイチャ（前田佳織里）、マチカネタンホイザ（遠野ひかる）、イクノディクタス（田澤茉純）、ツインターボ（花井美春）、サトノダイヤモンド（立花日菜）、キタサンブラック（矢野妃菜喜）、サクラチヨノオー（野口瑠璃子）、メジロアルダン（会沢紗弥）、ヤエノムテキ（日原あゆみ） | 「うまぴょい伝説」                                         | ゲーム『ウマ娘 プリティーダービー』関連曲                                      |
| 4月27日  | ウマ娘 プリティーダービー WINNING LIVE 05                                                         | スペシャルウィーク（和氣あず未）、サイレンススズカ（高野麻里佳）、トウカイテイオー（Machico）、オグリキャップ（高柳知葉）、ゴールドシップ（上田瞳）、メジロマックイーン（大西沙織）、テイエムオペラオー（徳井青空）、ナリタブライアン（衣川里佳）、シンボリルドルフ（田所あずさ）、タマモクロス（大空直美）、メジロライアン（土師亜文）、アドマイヤベガ（咲々木瞳）、サクラバクシンオー（三澤紗千香）、ミスターシービー（天海由梨奈）、メジロドーベル（久保田ひかり）、マチカネタンホイザ（遠野ひかる）、サトノダイヤモンド（立花日菜）、キタサンブラック（矢野妃菜喜）、サクラチヨノオー（野口瑠璃子）、メジロアルダン（会沢紗弥）、ヤエノムテキ（日原あゆみ）、ナリタトップロード（中村カンナ） | 「We are DREAMERS!!」                                      | ゲーム『ウマ娘 プリティーダービー』関連曲                                      |
| 4月27日  | ウマ娘 プリティーダービー WINNING LIVE 05                                                         | スペシャルウィーク（和氣あず未）、サイレンススズカ（高野麻里佳）、トウカイテイオー（Machico）、オグリキャップ（高柳知葉）、ゴールドシップ（上田瞳）、メジロマックイーン（大西沙織）、テイエムオペラオー（徳井青空）、ナリタブライアン（衣川里佳）、シンボリルドルフ（田所あずさ）、アグネスデジタル（鈴木みのり）、タマモクロス（大空直美）、マヤノトップガン（星谷美緒）、メジロライアン（土師亜文）、アドマイヤベガ（咲々木瞳）、サクラバクシンオー（三澤紗千香）、スマートファルコン（大和田仁美）、ニシノフラワー（河井晴菜）、ハルウララ（首藤志奈）、マーベラスサンデー（三宅麻理恵）、ミスターシービー（天海由梨奈）、メジロドーベル（久保田ひかり）、ナイスネイチャ（前田佳織里）、マチカネタンホイザ（遠野ひかる）、ツインターボ（花井美春）、サトノダイヤモンド（立花日菜）、キタサンブラック（矢野妃菜喜）、サクラチヨノオー（野口瑠璃子）、メジロアルダン（会沢紗弥）、ヤエノムテキ（日原あゆみ）、ナリタトップロード（中村カンナ） | 「うまぴょい伝説」                                         | ゲーム『ウマ娘 プリティーダービー』関連曲                                      |
| 10月4日  | ウマ娘 プリティーダービー Solo Vocal Tracks Vol.5 －4th EVENT SPECIAL DREAMERS!! EXTRA STAGE－    | キタサンブラック（矢野妃菜喜） | 「We are DREAMERS!!（Game Size）」                         | ゲーム『ウマ娘 プリティーダービー』関連曲                                      |
| 12月28日 | ウマ娘 プリティーダービー WINNING LIVE 09                                                         | トウカイテイオー（Machico）、オグリキャップ（高柳知葉）、ウオッカ（大橋彩香）、タイキシャトル（大坪由佳）、エルコンドルパサー（髙橋ミナミ）、テイエムオペラオー（徳井青空）、ナリタブライアン（衣川里佳）、エアグルーヴ（青木瑠璃子）、タマモクロス（大空直美）、ビワハヤヒデ（近藤唯）、マヤノトップガン（星谷美緒）、ミホノブルボン（長谷川育美）、イナリワン（井上遥乃）、キタサンブラック（矢野妃菜喜） | 「Ms. VICTORIA」                                           | ゲーム『ウマ娘 プリティーダービー』関連曲                                      |
| 12月28日 | ウマ娘 プリティーダービー WINNING LIVE 09                                                         | トウカイテイオー（Machico）、オグリキャップ（高柳知葉）、ウオッカ（大橋彩香）、タイキシャトル（大坪由佳）、エルコンドルパサー（髙橋ミナミ）、テイエムオペラオー（徳井青空）、ナリタブライアン（衣川里佳）、エアグルーヴ（青木瑠璃子）、タマモクロス（大空直美）、ビワハヤヒデ（近藤唯）、マヤノトップガン（星谷美緒）、ミホノブルボン（長谷川育美）、イナリワン（井上遥乃）、スマートファルコン（大和田仁美）、キタサンブラック（矢野妃菜喜）、コパノリッキー（稲垣好）、ホッコータルマエ（菊池紗矢香）、ワンダーアキュート（須藤叶希） | 「うまぴょい伝説」                                         | ゲーム『ウマ娘 プリティーダービー』関連曲                                      |
| 2023年   |                                                                                                   | |                                                            |                                                                                |
| 2月1日   | わちゅごなどぅー                                                                                  | 虹ヶ咲学園スクールアイドル同好会 | 「わちゅごなどぅー」                                       | テレビアニメ『にじよん あにめーしょん』エンディングテーマ                      |
| 2月1日   | わちゅごなどぅー                                                                                  | 高咲侑（矢野妃菜喜）、中須かすみ（相良茉優）、桜坂しずく（前田佳織里）、天王寺璃奈（田中ちえ美）、三船栞子（小泉萌香） | 「わちゅごなどぅー」                                       | テレビアニメ『にじよん あにめーしょん』関連曲                                  |
| 2月1日   | わちゅごなどぅー                                                                                  | 高咲侑（矢野妃菜喜）、上原歩夢（大西亜玖璃）、宮下愛（村上奈津実）、優木せつ菜（楠木ともり）、鐘嵐珠（法元明菜） | 「わちゅごなどぅー」                                       | テレビアニメ『にじよん あにめーしょん』関連曲                                  |
| 2月1日   | わちゅごなどぅー                                                                                  | 高咲侑（矢野妃菜喜）、朝香果林（久保田未夢）、近江彼方（鬼頭明里）、エマ・ヴェルデ（指出毬亜）、ミア・テイラー（内田秀） | 「わちゅごなどぅー」                                       | テレビアニメ『にじよん あにめーしょん』関連曲                                  |
| 3月29日  | ウマ娘 プリティーダービー WINNING LIVE 11                                                         | スペシャルウィーク（和氣あず未）、トウカイテイオー（Machico）、テイエムオペラオー（徳井青空）、ナリタブライアン（衣川里佳）、シンボリルドルフ（田所あずさ）、マヤノトップガン（星谷美緒）、マンハッタンカフェ（小倉唯）、アグネスタキオン（上坂すみれ）、アドマイヤベガ（咲々木瞳）、マーベラスサンデー（三宅麻理恵）、ミスターシービー（天海由梨奈）、ツインターボ（花井美春）、サトノダイヤモンド（立花日菜）、キタサンブラック（矢野妃菜喜）、サクラローレル（真野美月）、ナリタトップロード（中村カンナ）、シンボリクリスエス（春川芽生）、タニノギムレット（松岡美里）、メジロラモーヌ（東山奈央）、サトノクラウン（鈴代紗弓）、シュヴァルグラン（夏吉ゆうこ）、ジャングルポケット（藤本侑里） 、カツラギエース（藤原夏海） | 「DRAMATIC JOURNEY」                                       | ゲーム『ウマ娘 プリティーダービー』関連曲                                      |
| 3月29日  | ウマ娘 プリティーダービー WINNING LIVE 11                                                         | スペシャルウィーク（和氣あず未）、トウカイテイオー（Machico）、ウオッカ（大橋彩香）、テイエムオペラオー（徳井青空）、ナリタブライアン（衣川里佳）、シンボリルドルフ（田所あずさ）、マヤノトップガン（星谷美緒）、マンハッタンカフェ（小倉唯）、アグネスタキオン（上坂すみれ）、アドマイヤベガ（咲々木瞳）、マーベラスサンデー （三宅麻理恵）、ミスターシービー（天海由梨奈）、ツインターボ（花井美春）、サトノダイヤモンド（立花日菜）、キタサンブラック（矢野妃菜喜）、ツルマルツヨシ（青山吉能）、サクラローレル（真野美月）、ナリタトップロード（中村カンナ）、シンボリクリスエス（春川芽生）、タニノギムレット（松岡美里）、メジロラモーヌ（東山奈央）、サトノクラウン（鈴代紗弓）、シュヴァルグラン（夏吉ゆうこ）、ジャングルポケット（藤本侑里）、カツラギエース（藤原夏海） | 「うまぴょい伝説」                                         | ゲーム『ウマ娘 プリティーダービー』関連曲                                      |
| 9月6日   | ウマ娘 プリティーダービー WINNING LIVE 13                                                         | ナリタブライアン（衣川里佳）、マヤノトップガン（星谷美緒）、アドマイヤベガ（咲々木瞳）、イナリワン（井上遥乃）、サトノダイヤモンド（立花日菜）、キタサンブラック（矢野妃菜喜）、ヤエノムテキ（日原あゆみ）、サクラローレル（真野美月）、ナリタトップロード（中村カンナ）、サトノクラウン（鈴代紗弓）、シュヴァルグラン（夏吉ゆうこ）、ネオユニヴァース（白石晴香）、ヒシミラクル（春日さくら） | 「トレセン音頭」                                           | ゲーム『ウマ娘 プリティーダービー』関連曲                                      |
| 9月6日   | ウマ娘 プリティーダービー WINNING LIVE 13                                                         | ナリタブライアン（衣川里佳）、マヤノトップガン（星谷美緒）、ライスシャワー（石見舞菜香）、アドマイヤベガ（咲々木瞳）、イナリワン（井上遥乃）、ミスターシービー（天海由梨奈）、マチカネタンホイザ（遠野ひかる）、イクノディクタス（田澤茉純）、ツインターボ（花井美春）、サトノダイヤモンド（立花日菜）、キタサンブラック（矢野妃菜喜）、ヤエノムテキ（日原あゆみ）、サクラローレル（真野美月）、ナリタトップロード（中村カンナ）、サトノクラウン（鈴代紗弓）、シュヴァルグラン（夏吉ゆうこ）、ホッコータルマエ（菊池紗矢香）、ネオユニヴァース（白石晴香）、ヒシミラクル（春日さくら） | 「うまぴょい伝説」                                         | ゲーム『ウマ娘 プリティーダービー』関連曲                                      |
| 9月13日  | ウマ娘 プリティーダービー WINNING LIVE 14                                                         | ゴールドシップ（上田瞳）、ウオッカ（大橋彩香）、エルコンドルパサー（髙橋ミナミ）、マンハッタンカフェ（小倉唯）、エアシャカール（津田美波）、エイシンフラッシュ（藤野彩水）、ナカヤマフェスタ（下地紫野）、サトノダイヤモンド（立花日菜）、キタサンブラック（矢野妃菜喜）、シリウスシンボリ（ファイルーズあい）、サクラローレル（真野美月）、ネオユニヴァース（白石晴香）、タップダンスシチー（篠田みなみ） | 「L'Arc de gloire」                                        | ゲーム『ウマ娘 プリティーダービー』関連曲                                      |
| 9月13日  | ウマ娘 プリティーダービー WINNING LIVE 14                                                         | ゴールドシップ（上田瞳）、ウオッカ（大橋彩香）、エルコンドルパサー（髙橋ミナミ）、マンハッタンカフェ（小倉唯）、エアシャカール（津田美波）、エイシンフラッシュ（藤野彩水）、ゴールドシチー（香坂さき）、トーセンジョーダン（鈴木絵理）、ナカヤマフェスタ（下地紫野）、メジロパーマー（のぐちゆり）、ダイタクヘリオス（山根綺）、サトノダイヤモンド（立花日菜）、キタサンブラック（矢野妃菜喜）、シリウスシンボリ（ファイルーズあい）、サクラローレル（真野美月）、ネオユニヴァース（白石晴香）、タップダンスシチー（篠田みなみ） | 「うまぴょい伝説」                                         | ゲーム『ウマ娘 プリティーダービー』関連曲                                      |
| 11月1日  | ウマ娘 プリティーダービー Season 3 ANIMATION DERBY Season 3 vol.1「ソシテミンナノ」               | キタサンブラック（矢野妃菜喜）、サトノダイヤモンド（立花日菜）、サトノクラウン（鈴代紗弓）、シュヴァルグラン（夏吉ゆうこ）、サウンズオブアース（MAKIKO）、ドゥラメンテ（秋奈） | 「ソシテミンナノ」                                         | テレビアニメ『ウマ娘 プリティーダービー Season 3』オープニングテーマ           |
| 11月1日  | ウマ娘 プリティーダービー Season 3 ANIMATION DERBY Season 3 vol.1「ソシテミンナノ」               | キタサンブラック（矢野妃菜喜） | 「ロストシャイン」                                         | テレビアニメ『ウマ娘 プリティーダービー Season 3』エンディングテーマ           |
| 11月1日  | ウマ娘 プリティーダービー Season 3 ANIMATION DERBY Season 3 vol.1「ソシテミンナノ」               | キタサンブラック（矢野妃菜喜）、サトノダイヤモンド（立花日菜）、サトノクラウン（鈴代紗弓）、シュヴァルグラン（夏吉ゆうこ）、サウンズオブアース（MAKIKO）、ドゥラメンテ（秋奈） | 「うまぴょい伝説」                                         | テレビアニメ『ウマ娘 プリティーダービー Season 3』関連曲                       |
| 11月1日  | ウマ娘 プリティーダービー Season 3 ANIMATION DERBY Season 3 vol.2「アコガレChallenge Dash!!」     | キタサンブラック（矢野妃菜喜）、スペシャルウィーク（和氣あず未）、サイレンススズカ（高野麻里佳）、トウカイテイオー（Machico）、ウオッカ（大橋彩香）、ダイワスカーレット（木村千咲）、ゴールドシップ（上田瞳）、メジロマックイーン（大西沙織） | 「アコガレChallenge Dash!!」                               | テレビアニメ『ウマ娘 プリティーダービー Season 3』エンディングテーマ           |
| 11月1日  | ウマ娘 プリティーダービー Season 3 ANIMATION DERBY Season 3 vol.2「アコガレChallenge Dash!!」     | キタサンブラック（矢野妃菜喜） | 「空のほほえみ方」                                         | テレビアニメ『ウマ娘 プリティーダービー Season 3』エンディングテーマ           |
| 11月1日  | ウマ娘 プリティーダービー Season 3 ANIMATION DERBY Season 3 vol.2「アコガレChallenge Dash!!」     | キタサンブラック（矢野妃菜喜）、スペシャルウィーク（和氣あず未）、サイレンススズカ（高野麻里佳）、トウカイテイオー（Machico）、ウオッカ（大橋彩香）、ダイワスカーレット（木村千咲）、ゴールドシップ（上田瞳）、メジロマックイーン（大西沙織） | 「うまぴょい伝説」                                         | テレビアニメ『ウマ娘 プリティーダービー Season 3』関連曲                       |
| 2024年   |                                                                                                   | |                                                            |                                                                                |
| 1月10日  | TVアニメ『ウマ娘 プリティーダービー Season 3』ANIMATION DERBY Season 3 vol.3 Original Sound Track | キタサンブラック（矢野妃菜喜）、サトノダイヤモンド（立花日菜）、サトノクラウン（鈴代紗弓）、シュヴァルグラン（夏吉ゆうこ）、サウンズオブアース（MAKIKO）、ドゥラメンテ（秋奈）、トウカイテイオー（Machico）、メジロマックイーン（大西沙織）、ゴールドシップ（上田瞳）、スペシャルウィーク（和氣あず未）、サイレンススズカ（高野麻里佳）、ウオッカ（大橋彩香）、ダイワスカーレット（木村千咲）、ナイスネイチャ（前田佳織里）、ツインターボ（花井美春）、イクノディクタス（田澤茉純）、マチカネタンホイザ（遠野ひかる）、ロイスアンドロイス（田辺留依）、ヴィルシーナ（奥野香耶）、ヴィブロス（伊藤彩沙）、シンボリルドルフ（田所あずさ）、エアグルーヴ（青木瑠璃子）、ミホノブルボン（長谷川育美）、ライスシャワー（石見舞菜香）、サクラバクシンオー（三澤紗千香）、トーセンジョーダン（鈴木絵理）、マチカネフクキタル（新田ひより）、メイショウドトウ（和多田美咲）、メジロパーマー（のぐちゆり）、ダイタクヘリオス（山根綺）、コパノリッキー（稲垣好）                                                                                            | 「うまぴょい伝説」                                         | テレビアニメ『ウマ娘 プリティーダービー Season 3』エンディングテーマ           |
| 1月24日  | New Year's March!/ラジオ体操第一 (虹ヶ咲学園スクールアイドル同好会 Ver.)                          | 高咲侑（矢野妃菜喜） | 「ラジオ体操第一 (虹ヶ咲学園スクールアイドル同好会 Ver.)」 | ゲーム『ラブライブ! スクールアイドルフェスティバル2 MIRACLE LIVE!』関連曲      |
| 1月24日  | ウマ娘 プリティーダービー WINNING LIVE 15                                                         | サトノダイヤモンド（立花日菜）、キタサンブラック（矢野妃菜喜） | 「Ambitious World (Beyond The Promise Ver.)」              | ゲーム『ウマ娘 プリティーダービー』関連曲                                      |
| 1月24日  | ウマ娘 プリティーダービー WINNING LIVE 15                                                         | スペシャルウィーク（和氣あず未）、ライスシャワー（石見舞菜香）、スマートファルコン（大和田仁美）、ゼンノロブロイ（照井春佳）、トーセンジョーダン（鈴木絵理）、ナイスネイチャ（前田佳織里）、キングヘイロー（佐伯伊織）、メジロパーマー（のぐちゆり）、サトノダイヤモンド（立花日菜）、キタサンブラック（矢野妃菜喜）、ツルマルツヨシ（青山吉能）、サクラローレル（真野美月）、ネオユニヴァース（白石晴香）、ヒシミラクル（春日さくら） | 「うまぴょい伝説」                                         | ゲーム『ウマ娘 プリティーダービー』関連曲                                      |
| 3月6日   | ウマ娘 プリティーダービー WINNING LIVE 16                                                         | スペシャルウィーク（和氣あず未）、オグリキャップ（高柳知葉）、ゴールドシップ（上田瞳）、ナリタブライアン（衣川里佳）、タマモクロス（大空直美）、マンハッタンカフェ（小倉唯）、アグネスタキオン（上坂すみれ）、サトノダイヤモンド（立花日菜）、キタサンブラック（矢野妃菜喜）、サクラローレル（真野美月）、ヴィルシーナ（奥野香耶）、ジャングルポケット（藤本侑里）、ドゥラメンテ（秋奈）、ラインクラフト（小島菜々恵）、シーザリオ（佐藤榛夏)、オルフェーヴル（日笠陽子）、ジェンティルドンナ（芹澤優）、ウインバリアシオン（月城日花） | 「U.M.A. NEW WORLD!!」                                     | ゲーム『ウマ娘 プリティーダービー』関連曲                                      |
| 3月6日   | ウマ娘 プリティーダービー WINNING LIVE 16                                                         | スペシャルウィーク（和氣あず未）、オグリキャップ（高柳知葉）、ゴールドシップ（上田瞳）、ナリタブライアン（衣川里佳）、タマモクロス（大空直美）、マンハッタンカフェ（小倉唯）、アグネスタキオン（上坂すみれ）、サトノダイヤモンド（立花日菜）、キタサンブラック（矢野妃菜喜）、サクラローレル（真野美月）、サトノクラウン（鈴代紗弓）、シュヴァルグラン（夏吉ゆうこ）、ヴィルシーナ（奥野香耶）、ジャングルポケット（藤本侑里）、ドゥラメンテ（秋奈）、ラインクラフト（小島菜々恵）、シーザリオ（佐藤榛夏）、オルフェーヴル（日笠陽子）、ジェンティルドンナ（芹澤優）、ウインバリアシオン（月城日花） | 「うまぴょい伝説」                                         | ゲーム『ウマ娘 プリティーダービー』関連曲                                      |
| 4月10日  | 虹ヶ咲学園校歌                                                                                    | 虹ヶ咲学園スクールアイドル同好会 | 「虹ヶ咲学園校歌 （Rock Ver.）」                           | テレビアニメ『にじよん あにめーしょん2』エンディングテーマ                     |
| 4月10日  | 虹ヶ咲学園校歌                                                                                    | 虹ヶ咲学園スクールアイドル同好会 | 「虹ヶ咲学園校歌 （Piano Ver.）」                          | テレビアニメ『にじよん あにめーしょん2』関連曲                                 |
| 8月31日  | ウマ娘 プリティーダービー Solo Vocal Tracks Vol.10 Twinkle Circle! in HAKODATE                    | キタサンブラック（矢野妃菜喜） | 「L'Arc de gloire（Game Size）」                           | ゲーム『ウマ娘 プリティーダービー』関連曲                                      |
| 2025年   |                                                                                                   | |                                                            |                                                                                |
| 2月26日  | クラスの大嫌いな女子と結婚することになった。1 完全生産限定版 Blu-ray&DVD 特典CD                   | 桜森朱音（矢野妃菜喜） | 「スキキライも追い越して 〜朱音ver.〜」                    | テレビアニメ『クラスの大嫌いな女子と結婚することになった。』エンディングテーマ |
| 5月14日  | 「ニートくノ一となぜか同棲はじめました」エンディングテーマソングス                                | 出浦白津莉（矢野妃菜喜） | 「にーとぴあ。」 「モノロヲグあげます」                    | テレビアニメ『ニートくノ一となぜか同棲はじめました』エンディングテーマ         |
| 5月14日  | 「ニートくノ一となぜか同棲はじめました」エンディングテーマソングス                                | 出浦白津莉（矢野妃菜喜）、百地彩夢（ファイルーズあい）、和泉緋那（会沢紗弥）、夏見叶愛（木野日菜） | 「ダラシナイEveryday」                                     | テレビアニメ『ニートくノ一となぜか同棲はじめました』エンディングテーマ         |
| 5月28日  | クラスの大嫌いな女子と結婚することになった。4 完全生産限定版 Blu-ray&DVD 特典CD                   | 桜森朱音（矢野妃菜喜）、石倉陽鞠（鈴代紗弓）、北条糸青（稗田寧々） | 「スキキライも追い越して 〜3人ver.〜」                     | テレビアニメ『クラスの大嫌いな女子と結婚することになった。』エンディングテーマ |
| 7月30日  | クラスの大嫌いな女子と結婚することになった。6 完全生産限定版 Blu-ray&DVD 特典CD                   | 桜森朱音（矢野妃菜喜）、石倉陽鞠（鈴代紗弓）、北条糸青（稗田寧々）、桜森真帆（前田佳織里） | 「スキキライも追い越して 〜4人ver.〜」                     | テレビアニメ『クラスの大嫌いな女子と結婚することになった。』エンディングテーマ |

## ライブ・イベント

### ワンマンライブ
| No. | 出演日               | タイトル                                                        | 会場                                | 備考      |
| --- | -------------------- | --------------------------------------------------------------- | ----------------------------------- | --------- |
| -   | 2021年9月23日        | 〜HINATOON 1st anniversary event〜Giving Back                   | SHIBUYA PLEASURE PLEASURE（東京都） |           |
| 1st | 2022年5月1日         | YANO HINAKI 1st LIVE〜Follow me!〜                              | 草月ホール（東京都）                | 昼夜2公演 |
| 2nd | 2023年3月4日         | YANO HINAKI 2nd LIVE〜Tear drops〜                              | YOKOHAMA BAY HALL（神奈川県）       |           |
| -   | 2023年3月5日         | 妃菜祭2023～すずらん～                                          | YOKOHAMA BAY HALL（神奈川県）       | 昼夜2公演 |
| 3rd | 2024年3月2日         | Hinaki Yano 3rd LIVE「POYA PONO PORTY」                         | 渋谷ストリームホール（東京都）      | 昼夜2公演 |
| -   | 2024年9月15日        | HINATOON 4th Anniversary EVENT ～ひなんぼうといた夏を～         | 渋谷TAKE OFF 7（東京都）            | 昼夕2公演 |
| -   | 2024年11月3日        | 矢野妃菜喜 LIVE 2024 ～キミといた夏を～                         | SUPERNOVA KAWASAKI（神奈川県）      | 昼夜2公演 |
| -   | 2025年1月18日        | 矢野妃菜喜 LIVE HINATOON 2025～Winter～「陰キャと陽キャ、襲来」 | 横浜ReNY beta（神奈川県）           | 昼夜2公演 |
| -   | 2025年3月2日         | 矢野妃菜喜 LIVE 妃菜祭 2025 ～こちらこそ、ありがとうだよ～      | 下北沢シャングリラ（東京都）        | 昼夜2公演 |
| -   | 2025年8/23日（予定） | 矢野妃菜喜 LIVE 2025 ～Girls in the Mirror World～              | 渋谷クアトロ（東京都）              | 昼夜2公演 |

### 合同ライブ
| 出演日         | タイトル                                                     | 会場                         | 備考   |
| -------------- | ------------------------------------------------------------ | ---------------------------- | ------ |
| 2024年5月4日   | SMA 50th Anniversary presents SMA VOICE Special Live vol.2.0 | 森のホール21（千葉県）       |        |
| 2024年9月13日  | SMA 50th Anniversary presents Precious Your Shining ～豆～   | Spotify O-EAST（東京都）     | [ 86 ] |
| 2024年11月23日 | Lemino presents ANIMAX MUSIX 2024 FALL                       | 横浜アリーナ（神奈川県）     | [ 87 ] |
| 2024年12月15日 | 京 Premium Live 2024                                         | ロームシアター京都（京都府） |        |
| 2025年2月22日  | リスパレ! LIVE vol.2                                         | 心斎橋 BIG CAT（大阪府）     | [ 88 ] |